# De Mudakker en Plijnse Polder
De Mudakker en Plijnse Polder was een waterschap in de Nederlandse provincie Noord-Brabant. Het werkgebied van het waterschap omvatte de Mudakkerse en Pleinse polders, die in het gebied tussen Sint Michielsgestel en 's-Hertogenbosch liggen. Het bestuur van het waterschap bestond uit de belangrijkste grondbezitters in de polders. De uitwatering vond plaats via een sluis in de Plijnse dijk op de De Nieuwe Sint-Michielsgestelse Polder, waarvandaan het water op de Dommel werd geloosd. Het waterschap was verantwoordelijk voor 3,1 kilometer dijk.
In 1960 werd het waterschap De Mudakker en Plijnse Polder samengevoegd met de waterschappen van Binnenpolder van Den Dungen, De Nieuwe Sint-Michielsgestelse Polder en De Oude Sint-Michielsgestelse Polder bij het waterschap De Beneden Dommel.